# Море Лазарева
Море Ла́зарева — окраинное море Атлантического океана (или Южного океана), у берегов Антарктиды. Омывает берега Принцессы Марты (с запада) и Принцессы Астрид (с востока) на Земле Королевы Мод.
Море Лазарева не имеет явных природных границ и расположено между нулевым (гринвичским) меридианом и 15-м меридианом восточной долготы. К западу находится море Уэдделла, а к востоку море Рисер-Ларсена. Континентальный шельф здесь небольшой — в среднем около 50 км и не более 200 км. Дно уступами опускается в среднем до 3000 метров, хотя в северных районах доходит и более 4500 метров. Граница на севере — начало огромной Африканско-Антарктической котловины. Площадь моря 929 тысяч км². Солёность воды 33,5-34 промилле.
Российские и советские исследователи внесли огромный вклад в изучение Антарктиды и морей, окружающих её. Море Лазарева получило название в 1962 году, когда члены Первой Советской антарктической экспедиции назвали его в честь одного из руководителей первой русской антарктической экспедиции (1819—1820) — адмирала Михаила Лазарева.
Береговая линия моря не постоянна. Побережье моря Лазарева — это преимущественно отвесные глыбы шельфового ледника, сползающего с гористой Земли Королевы Мод на Берег Принцессы Марты. Зимой море застывает практически на всей территории. Более половины года в море плавает множество дрейфующих льдов и айсбергов. К концу лета — осени дрейфующие льды сохраняются только у берега. Шельфовый ледник Лазарева — одна из местных достопримечательностей. Ширина его около 100 километров и он далеко вдаётся в море. Берега имеют причудливые формы, так как здесь во время полярного лета в океан спускаются тысячи тонн льда с водой, образуя невообразимой красоты русла, каньоны, каналы, вытачивая в леднике неподражаемые геометрические формы. Поэтому море Лазарева — самое популярное место Антарктиды для туристов. Сюда стремятся посмотреть на пейзажи из солнца, льда и моря, наблюдать за жизнью местных животных. Здесь обитают тюлени, обычные для холодных вод косяки белокровных рыб, пингвины, касатки, прилетают морские птицы, заходят несколько видов китов.
На берегах моря Лазарева в 1959—1961 годах располагалась советская научно-исследовательская станция Лазарев. Относительно недалеко от побережья моря находятся постоянно действующие станции: российская «Новолазаревская» (в 80 км, открыта в 1961 году), индийская «Маитри» (1989), южноафриканская «САНАЭ IV» (1962) и немецкая «Ноймайер III» (2009). На них занимаются метеорологией, гляциологией, изучают Южный океан и его обитателей. Несмотря на оживлённую, как для Антарктиды, человеческую деятельность, район моря Лазарева всё же сохраняет свой первозданный облик, так как правила, запрещающие нарушать жизнь животных и мусорить, соблюдаются очень строго.